# Ingrid Bisa
Ingrid Bisa (Asolo, 10 gennaio 1978) è una politica italiana.

## Biografia
Nata ad Asolo, vive a Pederobba. Laureata in Giurisprudenza presso l'Università degli Studi di Trento, dal 2008 esercita la professione di avvocato.

## Attività politica
Alle elezioni comunali in Veneto del 2009 è stata eletta consigliere comunale di Cavaso del Tomba nelle liste della Lega Nord.
Alle elezioni politiche del 2018 è stata eletta deputata nel collegio uninominale Veneto 1 - 05 (Montebelluna) per il centrodestra in quota Lega per Salvini Premier, ottenendo il 56,02% e superando Andrea Arman del Movimento 5 Stelle (21,44%) e Anna Spinnato del centrosinistra (16,51%).
Alle elezioni politiche del 2022 viene rieletta deputata nel collegio uninominale Veneto 1- 05 (Belluno) con il 54,98%, superando Maria Teresa Cassol del centrosinistra (24,30%) e Marco Griguolo di Azione - Italia Viva (7,97%).